# Kanada i olympiska sommarspelen 1932
Kanada deltog med 102 deltagare vid de olympiska sommarspelen 1932 i Los Angeles. Totalt vann de två guldmedaljer, fem silvermedaljer och åtta bronsmedaljer.

## Medaljer

### Guld
- Horace Gwynne - Boxning, bantamvikt.
- Duncan McNaughton - Friidrott, höjdhopp.

### Silver
- Daniel MacDonald - Brottning, fristil, weltervikt.
- Alex Wilson - Friidrott, 800 meter.
- Hilda Strike - Friidrott, 100 meter.
- Hilda Strike, Mary Frizzel, Mildred Fizzell och Lillian Palmer - Friidrott, 4 x 100 meter.
- Ernest Cribb, Harry Jones, Peter Gordon, Hubert Wallace, Ronald Maitland och George Gyles - Segling.

### Brons
- Alex Wilson - Friidrott, 400 meter.
- Alex Wilson, Phil Edwards, Ray Lewis och James Ball - Friidrott, 4 x 400 meter.
- Phil Edwards - Friidrott, 800 meter.
- Phil Edwards - Friidrott, 1 500 meter.
- Eva Dawes - Friidrott, höjdhopp.
- Charles Edward Pratt och Noel de Mille - Rodd, dubbelsculler.
- Earl Eastwood, Joseph Harris, Stanley Stanyar, Harry Fry, Cedric Liddell, William Thoburn, Donald Boal, Albert Taylor och George MacDonald - Rodd, åtta med styrman.
- Philip Rogers, Gardner Boultbee, Ken Glass och Jerry Wilson - Segling.